# Dwars door Vlaanderen
Das Straßenradrennen Dwars door Vlaanderen (dt. Quer durch Flandern) ist ein Eintagesrennen durch die belgische Region Flandern.
Von 2013 bis 2016 war der Halbklassiker in der höchsten Kategorie der UCI Europe Tour eingestuft. Der Wettbewerb wurde beginnend mit der Saison 2017 in die den Kalender der UCI WorldTour aufgenommen.
Das Ziel liegt in der westflandrischen Stadt Waregem. Bis 1999 hieß das Rennen Quer durch Belgien (Dwars door België). In einigen Jahren wurde das Rennen über zwei Etappen ausgetragen.
Das Rennen war einige Jahre der Auftakt einer Serie verschiedener flämischer Radrennen, die von Ende März bis Anfang April stattfinden. Dazu zählen auch der E3-Preis Harelbeke, Gent–Wevelgem, die Flandern-Rundfahrt und der Scheldepreis. Seit 2018 wird Dwars door Vlaanderen am Mittwoch vor der Flandern-Rundfahrt ausgetragen. Das Rennen teilt mit der Flandern-Rundfahrt die typischen kurzen Anstiege Hellingen und Kopfsteinpflasterpassagen.
Zur Veranstaltung gehört seit 2012 auch ein Frauenrennen.

## Palmarès

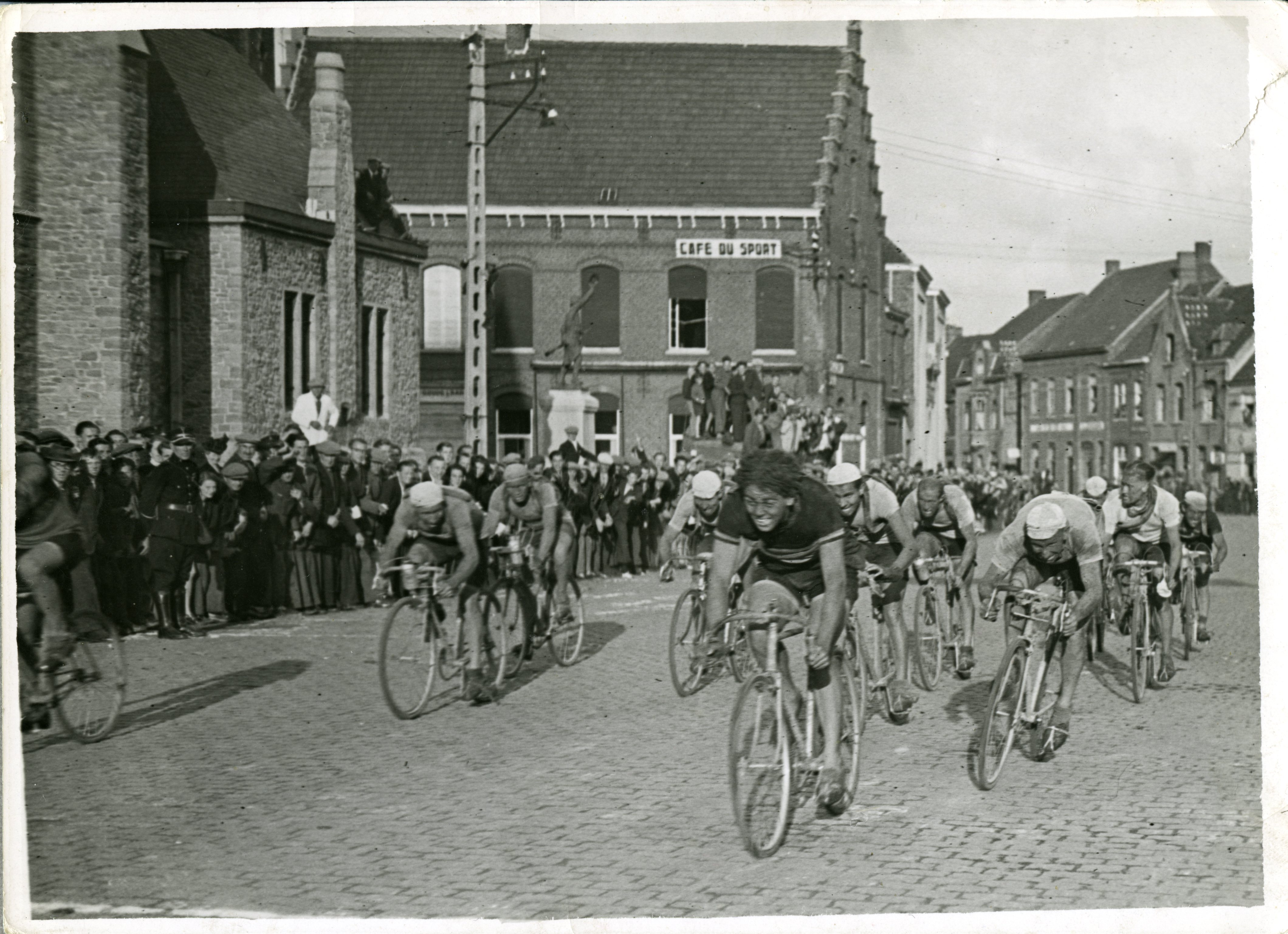
Rik Van Steenbergen gewinnt den ersten Dwars Door België, 1945

| Jahr | Sieger                 | Zweiter                | Dritter                  |          |
| ---- | ---------------------- | ---------------------- | ------------------------ | -------- |
| 1945 | Rik Van Steenbergen    | Albéric Schotte        | Norbert Callens          |          |
| 1946 | Maurice Desimpelaere   | Norbert Callens        | Albéric Schotte          |          |
| 1947 | Albert Sercu           | Julien Van Dijcke      | Émile Masson junior      |          |
| 1948 | André Rosseel          | Florent Mathieu        | Roger Desmet             |          |
| 1949 | Raymond Impanis        | Lionel Van Brabant     | Maurice Mollin           |          |
| 1950 | André Rosseel          | Emiel Van der Veken    | Jules Depoorter          |          |
| 1951 | Raymond Impanis        | Marcel Hendrickx       | André Rosseel            |          |
| 1952 | André Maelbrancke      | Lode Wouters           | Karel De Baere           |          |
| 1953 | Albéric Schotte        | Adri Voorting          | Marcel De Mulder         |          |
| 1954 | Germain Derycke        | Albéric Schotte        | Florent Rondelé          |          |
| 1955 | Albéric Schotte        | Fred De Bruyne         | Alfons Van den Brande    |          |
| 1956 | Lucien Demunster       | Frans Schoubben        | André Rosseel            |          |
| 1957 | Noël Foré              | Michel Van Aerde       | André Noyelle            |          |
| 1958 | André Vlayen           | Norbert Van Tieghem    | Ernest Heyvaert          |          |
| 1959 | Roger Baens            | Louis Proost           | Albéric Schotte          |          |
| 1960 | Arthur De Cabooter     | Edgard Sorgeloos       | Julien Schepens          |          |
| 1961 | Maurice Meuleman       | Romain Van Wynsberghe  | Leon Vandaele            |          |
| 1962 | Martin Van Geneugden   | Piet Rentmeester       | Piet van Est             |          |
| 1963 | Clément Roman          | Dieter Puschel         | Robert Seneca            |          |
| 1964 | Piet van Est           | Etienne Vercauteren    | Jos Dewit                |          |
| 1965 | Alfons Hermans         | Julien Haelterman      | Roger De Breuker         |          |
| 1966 | Walter Godefroot       | Willy Bocklant         | Peter Post               |          |
| 1967 | Daniel Van Ryckeghem   | Georges Vandenberghe   | Joseph Spruyt            |          |
| 1968 | Walter Godefroot       | Willy Monty            | Bernard Van De Kerckhove |          |
| 1969 | Eric Leman             | Albert Van Vlierberghe | Willy Van Neste          |          |
| 1970 | Daniel Van Ryckeghem   | Eric Leman             | Frans Verbeeck           |          |
| 1972 | Marc Demeyer           | Noël Van Tyghem        | Edouard Verstraeten      |          |
| 1973 | Roger Loysch           | Jozef Abelshausen      | Freddy Maertens          |          |
| 1974 | Louis Verreydt         | Ronny De Witte         | René Pijnen              |          |
| 1975 | Cees Priem             | Tino Tabak             | Roger Swerts             |          |
| 1976 | Willy Planckaert       | Marc Demeyer           | Walter Planckaert        |          |
| 1977 | Walter Planckaert      | Eric Leman             | Marc Demeyer             |          |
| 1978 | Jos Schipper           | Frank Hoste            | Guido Van Sweevelt       |          |
| 1979 | Gustaaf Van Roosbroeck | Walter Planckaert      | Jan Raas                 |          |
| 1980 | Johan van der Meer     | Jan Raas               | Guido Van Sweevelt       |          |
| 1981 | Frank Hoste            | Cees Priem             | Gerrit Van Gestel        |          |
| 1982 | Jan Raas               | Jean-Luc Vandenbroucke | Eddy Vanhaerens          |          |
| 1983 | Etienne De Wilde       | Jan Raas               | Eric Vanderaerden        |          |
| 1984 | Walter Planckaert      | Rudy Matthijs          | Marc Sergeant            |          |
| 1985 | Eddy Planckaert        | Eric Vanderaerden      | Jozef Lieckens           |          |
| 1986 | Eric Vanderaerden      | Adrie van der Poel     | Peter Stevenhaagen       |          |
| 1987 | Jelle Nijdam           | Herman Frison          | Sean Kelly               |          |
| 1988 | John Talen             | Alfons De Wolf         | Nico Verhoeven           |          |
| 1989 | Dirk De Wolf           | Theo de Rooij          | Johan Museeuw            |          |
| 1990 | Edwig Van Hooydonck    | Adrie van der Poel     | Marc Sergeant            |          |
| 1991 | Eric Vanderaerden      | Uwe Raab               | Remig Stumpf             |          |
| 1992 | Olaf Ludwig            | Michel Zanoli          | Jean-Pierre Heynderickx  |          |
| 1993 | Johan Museeuw          | Franco Ballerini       | Jo Planckaert            |          |
| 1994 | Carlo Bomans           | Marc Sergeant          | Ludwig Willems           |          |
| 1995 | Jelle Nijdam           | Tom Steels             | Adriano Baffi            |          |
| 1996 | Tristan Hoffman        | Edwig Van Hooydonck    | Brian Holm               |          |
| 1997 | Andreï Tchmil          | Ludovic Auger          | Hans De Clercq           |          |
| 1998 | Tom Steels             | Johan Capiot           | Andreï Tchmil            |          |
| 1999 | Johan Museeuw          | Michel Vanhaecke       | Chris Peers              |          |
| 2000 | Tristan Hoffman        | Peter Van Petegem      | Lars Michaelsen          |          |
| 2001 | Niko Eeckhout          | Wilfried Peeters       | Arvis Piziks             |          |
| 2002 | Baden Cooke            | László Bodrogi         | Jo Planckaert            |          |
| 2003 | Robbie McEwen          | Baden Cooke            | Max van Heeswijk         |          |
| 2004 | Ludovic Capelle        | Jaan Kirsipuu          | Roger Hammond            |          |
| 2005 | Niko Eeckhout          | Roger Hammond          | Gabriele Balducci        |          |
| 2006 | Frederik Veuchelen     | Jeremy Hunt            | Lloyd Mondory            |          |
| 2007 | Tom Boonen             | Niko Eeckhout          | Stuart O’Grady           |          |
| 2008 | Sylvain Chavanel       | Steven de Jongh        | Niko Eeckhout            |          |
| 2009 | Kevin Van Impe         | Niko Eeckhout          | Tom Boonen               |          |
| 2010 | Matti Breschel         | Bjorn Leukemans        | Niki Terpstra            |          |
| 2011 | Nick Nuyens            | Geraint Thomas         | Tyler Farrar             |          |
| 2012 | Niki Terpstra          | Sylvain Chavanel       | Koen de Kort             |          |
| 2013 | Oscar Gatto            | Borut Božič            | Mathew Hayman            |          |
| 2014 | Niki Terpstra          | Tyler Farrar           | Borut Božič              |          |
| 2015 | Jelle Wallays          | Edward Theuns          | Dylan van Baarle         |          |
| 2016 | Jens Debusschere       | Bryan Coquard          | Edward Theuns            |          |
| 2017 | Yves Lampaert          | Philippe Gilbert       | Alexei Luzenko           |          |
| 2018 | Yves Lampaert          | Mike Teunissen         | Sep Vanmarcke            |          |
| 2019 | Mathieu van der Poel   | Anthony Turgis         | Bob Jungels              |          |
| 2020 | abgesagt               | abgesagt               | abgesagt                 | abgesagt |
| 2021 | Dylan van Baarle       | Christophe Laporte     | Tim Merlier              |          |
| 2022 | Mathieu van der Poel   | Tiesj Benoot           | Thomas Pidcock           |          |
| 2023 | Christophe Laporte     | Oier Lazkano           | Neilson Powless          |          |
| 2024 | Matteo Jorgenson       | Jonas Abrahamsen       | Stefan Küng              |          |
| 2025 |                        |                        |                          |          |